# Pinamalayan

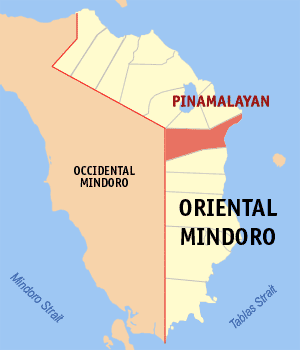
Bản đồ Oriental Mindoro với vị trí của Pinamalayan

Pinamalayan là một đô thị hạng 2 ở tỉnh Oriental Mindoro, Philippines. Theo điều tra dân số năm 2000, đô thị này có dân số 72.951 người trong 14.326 hộ.

## Các đơn vị hành chính
Pinamalayan có 37 barangay.
| - Anoling - Bacungan - Bangbang - Banilad - Buli - Cacawan - Calingag - Del Razon - Inclanay - Lumangbayan - Malaya - Maliangcog - Maningcol | - Marayos - Marfrancisco - Nabuslot - Pagalagala - Palayan - Pambisan Malaki - Pambisan Munti - Panggulayan - Papandayan - Pili - Zone II (Pob.) - Zone III (Pob.) | - Zone IV (Pob.) - Quinabigan - Ranzo - Rosario - Sabang - Santa Isabel - Santa Maria - Santa Rita - Wawa - Zone I (Pob.) - Santo Niño - Guinhawa |